# Luncavița, Caraș-Severin
Luncavița là một xã thuộc hạt Caraș-Severin, România. Dân số thời điểm năm 2002 là 2944 người.